# Dębówko Stare
Dębówko Stare – wieś w Polsce położona w województwie wielkopolskim, w powiecie pilskim, w gminie Białośliwie.
W latach 1975–1998 miejscowość administracyjnie należała do województwa pilskiego.
Zobacz też: Dębówko, Dębówko Nowe